# Мальченко, Михаил Павлович
Михаил Павлович Мальченко (1921—1961) — Гвардии лейтенант Советской Армии, участник Великой Отечественной войны, Герой Советского Союза (1945).

## Биография
Михаил Мальченко родился 25 декабря 1921 года в селе Чаплинка (ныне — посёлок в Херсонской области Украины). Окончил семь классов школы и железнодорожное училище, занимался в симферопольском аэроклубе. В 1941 году Мальченко был призван на службу в Рабоче-крестьянскую Красную Армию. В 1943 году он окончил военную авиационную школу пилотов. С июля того же года — на фронтах Великой Отечественной войны.
К апрелю 1945 года гвардии лейтенант Михаил Мальченко был старшим лётчиком 136-го гвардейского штурмового авиаполка 1-й гвардейской штурмовой авиадивизии 1-й воздушной армии 3-го Белорусского фронта. К тому времени он совершил 114 боевых вылетов на штурмовку скоплений боевой техники и живой силы противника, нанеся ему большие потери.
Указом Президиума Верховного Совета СССР от 29 июня 1945 года за «образцовое выполнение заданий командования и проявленные при этом мужество и героизм» гвардии лейтенант Михаил Мальченко был удостоен высокого звания Героя Советского Союза с вручением ордена Ленина и медали «Золотая Звезда» за номером 6294.
В 1946 году в звании лейтенанта Мальченко был уволен в запас. Проживал в Симферополе, работал механиком, пилотом в сельскохозяйственной авиации. Скоропостижно скончался 19 июля 1961 года, похоронен на Воинском кладбище Симферополя.

## Награды
- Медаль «Золотая Звезда» Героя Советского Союза;
- орден Ленина;
- два ордена Красного Знамени;
- орден Отечественной войны 2-й степени;
- орден Славы 3-й степени;
- медали[1].

## Память
- в честь Мальченко М.П. названа улица в микрорайоне аэропорта Симферополь, на доме №11 установлена мемориальная доска.[2]
- Мемориальная доска установлена в Симферополе по адресу ул. Чехова №27 на доме где проживал Михаил Павлович.
- Имя гв. лейтенанта Мальченко М.П. увековечено на мемориальной плите ГЕРОЯМ ШТУРМА ГОРОДА-КРЕПОСТИ КЕНИГСБЕРГ, Город КАЛИНИНГРАД - площадь Маршала Василевского. [3]